# Малинаускайте-Эгле, Людмила
Людмила Малинаускайте-Эгле (Эгле — псевдоним; в замужестве Шлюпене, лит. Liudmila Malinauskaitė, Malinauskaitė-Šliūpienė; 14 февраля 1864 или 4 февраля 1864, Ručiniai, Ковенская губерния, Российская империя — 7 июня 1928 или 7 апреля 1928, Каунас) — литовская поэтесса.

## Биография
Родилась в семье ополячившихся дворян. В 1879 году семья перебралась в Митаву, где Малинаускайте познакомилась с Йонасом Шлюпасом, впоследствии активным деятелем литовского национального движения. Шлюпас оказал большое влияние на формирование её мировоззрения. Под его влиянием начала писать стихи и рассказы на литовском языке; в печати дебютировала в 1883 году под псевдонимом Эгле (Eglė; «Ель»).
В 1885 году по приглашению Шлюпаса, обосновавшегося в США, переехала в Нью-Йорк. Вышла замуж за Шлюпаса; участвовала в общественной деятельности, помогала ему выпускать литовские газеты; работала в швейной мастерской. После Первой мировой войны вернулась в Литву.

## Творчество
Дебютировал в печати в 1883 году; первые стихи публиковала в газете «Аушра» (1883—1884). Пользовалась псевдонимом Эгле.
В поэзии идеализировала прошлое литовской культуры и государства, воспевала духовные и моральные ценности — патриотизм, мужество, братство. Писала также стихотворения в народном духе о женских чувствах и надеждах. В поэтическом творчестве отмечаются антиклерикальные мотивы.
Писала также натуралистические рассказы о рабочих и крестьянах, в которых обнаруживаются влияния социалистических идей.
Её стихи на русский язык переводила А. А. Ахматова.